# Pianu de Jos, Alba

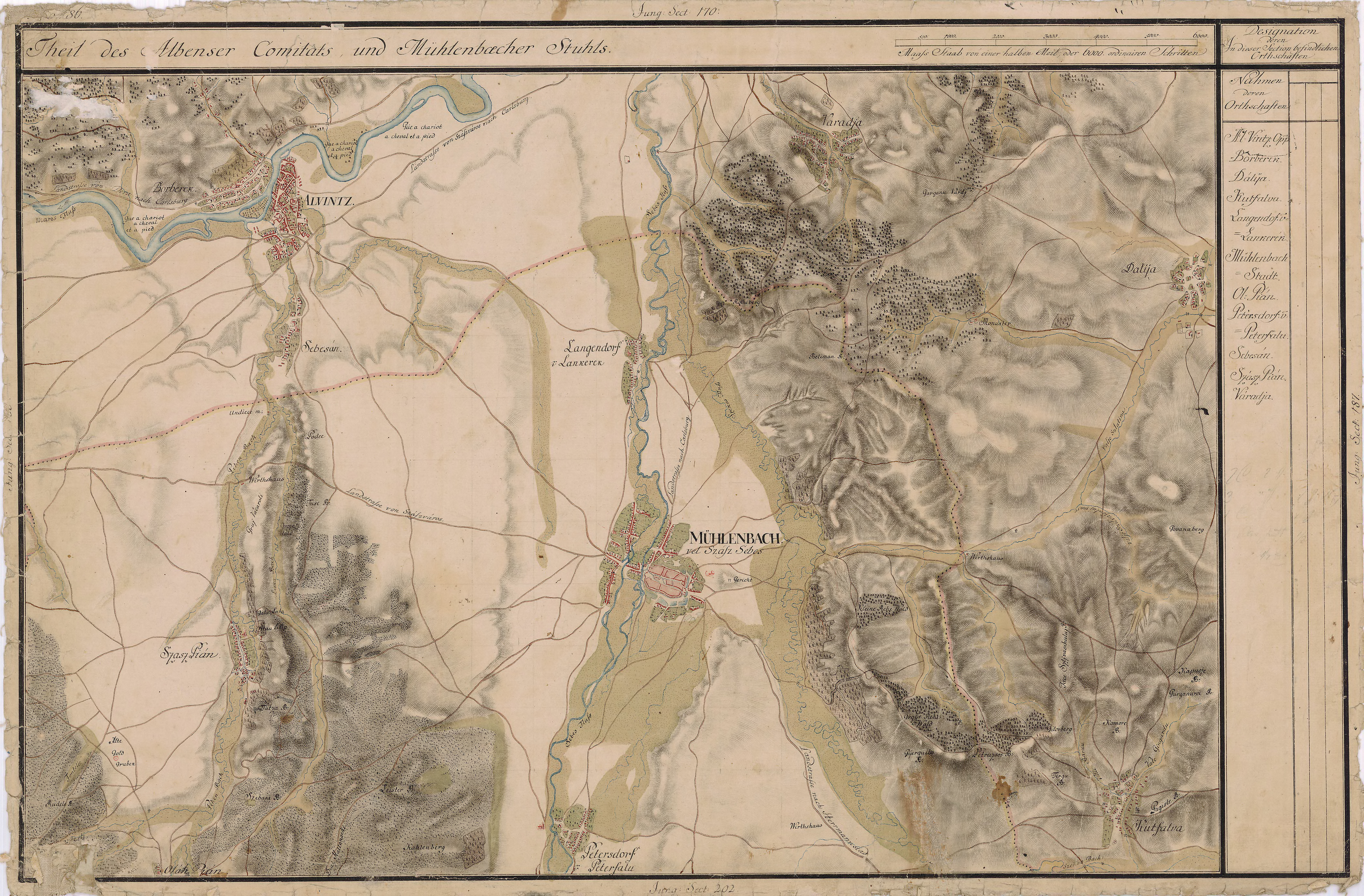
Pianu de Jos pe Harta Iosefină a Transilvaniei, 1769-1773

Pianu de Jos (în dialectul săsesc  Detschpien, Pîn, Pin, în germană Deutsch-Pien, Deutsch-Pian, în maghiară Alsópián, Szászpián) este un sat în comuna Pianu din județul Alba, Transilvania, România.

## Istoric
Pe teritoriul localității au fost descoperite (1961-1963) vestigiile unor așezări suprapuse, aparținând culturilor Turdaș (mileniul IV î.C., cu ceramică și plastică specifice), Petrești (sf. mileniului III î.C., cu ceramică pictată tricrom și figurine feminine cu brațele în cruce) și Coțofeni (2500-1800 î.C., cu ceramică alcătuită din pahare, căni, cupe cu picior etc).
Pe teritoriul localității, în anul 2009 s-a amenajat un teren de golf pentru desfășurarea concursului „Alba Golf Challenge”.

## Lăcașuri de cult
- Biserica medievală din Pianu de Jos, monument istoric din sec. al XV-lea (cu transformări din sec.XVIII).[2]
- Biserica ortodoxă Sfânta Maria

## Obiectiv memorial
Monumentul Eroilor Români din Primul și Al Doilea Război Mondial. Monumentul este de tip obelisc și este amplasat în centrul localității. Acesta a fost ridicat pentru cinstirea memoriei eroilor români căzuți în Primul și Al Doilea Război Mondial, în anul 1977. Monumentul, cu o înălțime de 8 m, este realizat din beton, placat cu marmură, iar împrejmuirea este asigurată cu un gard din fier forjat. Pe fațada obeliscului este un înscris comemorativ, cu textul: În amintirea eroilor care au făcut suprema jerfă pentru realizarea unității naționale, pentru apărarea libertății și suveranității patriei.

## Galerie de imagini

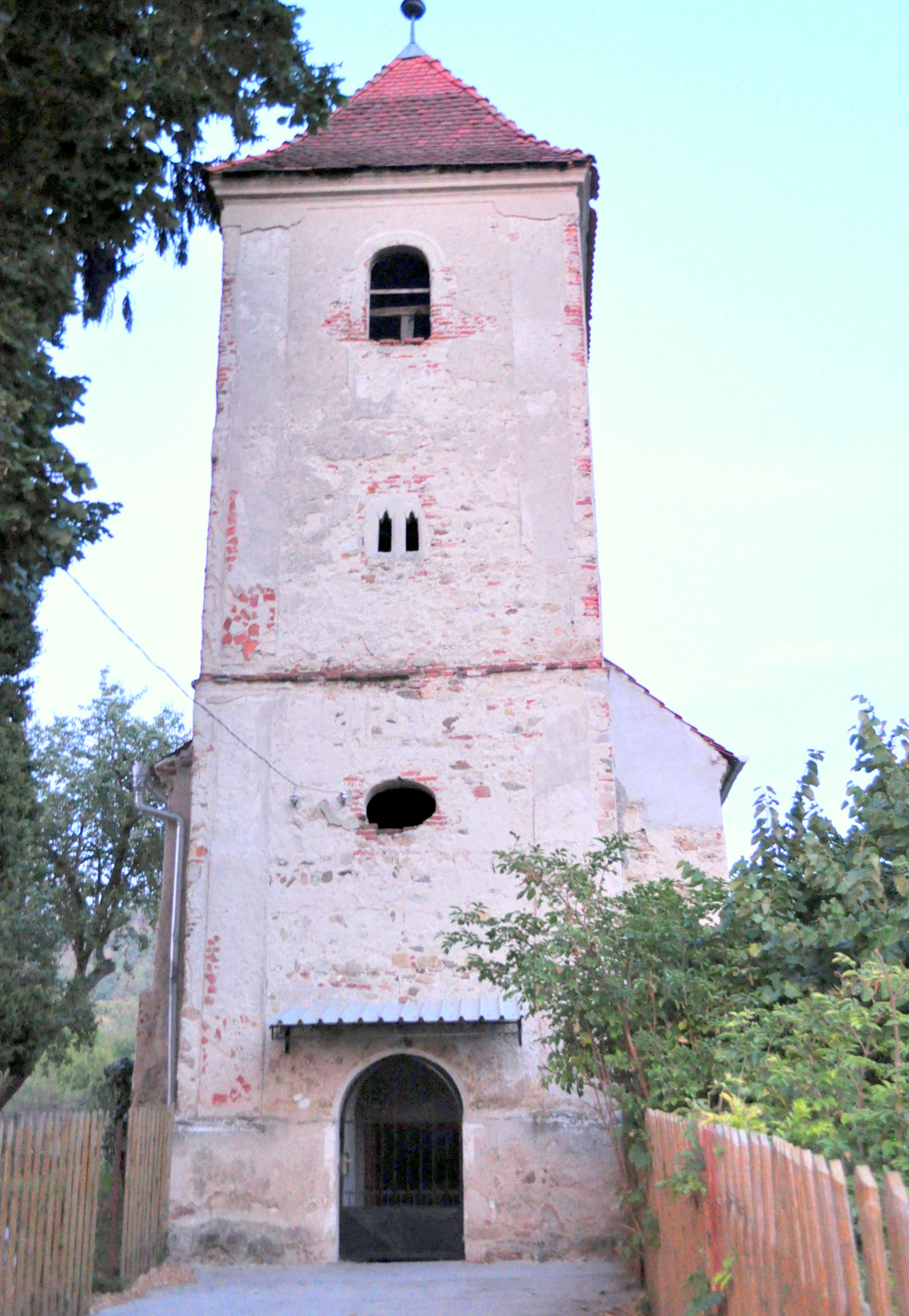
Biserica evanghelică (sec.XIII-XV)